# Family Feud
Family Feud  é um programa de televisão estilo game show criado por Mark Goodson. Ele apresenta duas famílias que competem para nomear as respostas mais populares às perguntas da pesquisa para ganhar dinheiro e prêmios.
O programa produziu várias adaptações regionais em mais de 50 mercados internacionais fora dos Estados Unidos. Reprises de episódios apresentados por Steve Harvey vão ao ar na Game Show Network, assim como em syndication enquanto reprises de versões anteriores vão ao ar no Buzzr. Além de programas de televisão, também houve muitas edições caseiras produzidas em formatos de jogo de tabuleiro, filmes interativos e jogo eletrônico.

## Histórico no Brasil
Uma versão do programa era exibido de segunda a sexta, às 20h no SBT. Depois, com a estreia do telejornal SBT Brasil (na época, com Ana Paula Padrão), foi para o horário das 19h15. Com o sucesso da telenovela Rebelde, o horário foi novamente mudado, para as 18 horas. 
No dia 30 de dezembro de 2005, a exibição do programa foi suspensa temporariamente. O motivo foi o fim do contrato entre o SBT e o Hipermercado Extra, que patrocinava o programa. 
O programa voltou a ser exibido no dia 30 de janeiro de 2006, às 22:00.
A partir de 2 de abril de 2006, o programa passou a ser exibido só aos domingos.

## Outras versões

Logo da versão do SBT.

No Brasil, o programa estreou em 1979, com o nome de "Jogo das Famílias", e encerrava o Programa Silvio Santos aos domingos.
Nos anos 80 chegou a ter uma versão exibida na TV Bandeirantes, Familionária, apresentada por Jonas Bloch, de segunda a sexta, no fim de tarde.
Voltou em 1984, ao Programa Silvio Santos, com algumas modificações, e a principal era transformar famílias em elencos de telenovelas, apresentadores, misses, até a turma do Bozo.
Em 2013, a Rede Record planejou fazer mais uma versão brasileira do programa, e seria apresentado por Rafael Cortez. Porém a emissora desistiu da ideia antes mesmo da estréia. 
Em 2020, a TV Globo estreou a nova versão brasileira do programa, adaptando-a como um quadro do Caldeirão do Huck denominado Tem ou Não Tem, com anônimos. Com o fim do programa, o quadro foi transferido para o programa Caldeirão com Mion, agora com famosos.